# I-25 (tàu ngầm Nhật)
I-25 (イ-25) là một tàu ngầm tuần dương lớp Type-B (巡潜乙型潜水艦 Junsen Otsu-gata sensuikan) được Hải quân Đế quốc Nhật Bản chế tạo trong giai đoạn ngay trước Chiến tranh Thế giới thứ hai. Nhập biên chế năm 1941, nó đã tham gia cuộc tấn công Trân Châu Cảng, rồi sau đó tuần tra dọc bờ biển phía Tây Hoa Kỳ, Australia và Bắc Thái Bình Dương, bao gồm hai vụ ném bom từ chiếc thủy phi cơ mang theo xuống khu vực Oregon. I-25 bị mất tích tại khu vực quần đảo New Hebrides sau ngày 24 tháng 8, 1943, có thể bị tàu khu trục USS Patterson đánh chìm vào ngày 25 tháng 8, 1943.

## Thiết kế và chế tạo

### Thiết kế
Tàu ngầm Type B được cải tiến từ phân lớp KD6 của lớp tàu ngầm Kaidai dẫn trước, và được trang bị một thủy phi cơ nhằm tăng cường khả năng trinh sát. Chúng có trọng lượng choán nước 2.631 tấn (2.589 tấn Anh) khi nổi và 3.713 tấn (3.654 tấn Anh) khi lặn, lườn tàu có chiều dài 108,7 m (356 ft 8 in), mạn tàu rộng 9,3 m (30 ft 6 in) và mớn nước sâu 5,1 m (16 ft 9 in). Con tàu có thể lặn sâu đến 100 m (328 ft), và có một thủy thủ đoàn đầy đủ bao gồm 94 sĩ quan và thủy thủ.
Type B1 trang bị hai động cơ diesel Kampon Mk.2 Model 10 công suất 6.200 mã lực phanh (4.623 kW), mỗi chiếc vận hành một trục chân vịt. Khi lặn, mỗi trục được vận hành bởi một động cơ điện công suất 1.000 mã lực (746 kW). Khi di chuyển trên mặt nước nó đạt tốc độ tối đa 23,6 hải lý trên giờ (43,7 km/h; 27,2 mph) và 8 hải lý trên giờ (15 km/h; 9,2 mph) khi lặn dưới nước, tầm xa hoạt động của Type B1 là 14.000 hải lý (26.000 km; 16.000 mi) ở tốc độ 16 hải lý trên giờ (30 km/h; 18 mph), và có thể lặn xa 96 nmi (178 km; 110 mi) ở tốc độ 3 hải lý trên giờ (5,6 km/h; 3,5 mph).
Những chiếc Type B1 có sáu ống phóng ngư lôi 53,3 cm (21,0 in), tất cả được bố trí trước mũi, và mang theo tổng cộng 17 quả ngư lôi Kiểu 95. Vũ khí trên boong tàu bao gồm khẩu hải pháo 14 cm (5,5 in), và hai pháo phòng không 25 mm Type 96. Hầm chứa máy bay được tích hợp vào tháp chỉ huy và hướng ra phía trước. Máy phóng máy bay được bố trí hướng ra phía trước, trong khi khẩu hải pháo trên boong đặt phía sau. Cách sắp xếp này giúp chiếc thủy phi cơ Yokosuka E14Y tận dụng tốc độ hướng ra trước của con tàu khi được phóng lên.

### Chế tạo
I-25 được đặt lườn như là chiếc Tàu ngầm số 42 tại xưởng tàu của hãng Mitsubishi Heavy Industries ở Kobe vào ngày 3 tháng 2, 1939. Nó được đổi tên thành I-25 trước khi được hạ thủy vào ngày 8 tháng 6, 1940, rồi hoàn tất và nhập biên chế vào ngày 15 tháng 10, 1941, dưới quyền chỉ huy của Hạm trưởng, Thiếu tá Hải quân Tagami Meiji.

## Lịch sử hoạt động

### 1941
Ngay khi nhập biên chế, I-25 được phối thuộc cùng Quân khu Hải quân Yokosuka. Vào ngày 31 tháng 10, 1941, nó được đặt làm soái hạm của Đội tàu ngầm 4, thuộc Hải đội Tàu ngầm 1 trực thuộc Đệ Lục hạm đội. Sau khi nhận lên tàu một thủy phi cơ Watanabe E9W1 ("Slim") vào ngày 7 tháng 11, nó khởi hành từ Yokosuka vào ngày 21 tháng 11 trong thành phần Lực lượng Viễn chinh Tiền phương của Đệ Lục hạm đội, để tham gia Kế hoạch Z, là kế hoạch tấn công căn cứ Trân Châu Cảng của Hải quân Hoa Kỳ, mở màn cho cuộc xung đột tại Thái Bình Dương. Lúc đang trên đường đi, vào ngày 2 tháng 12, nó nhận được thông điệp từ Hạm đội Liên hợp: "Leo núi Niitaka 1208" (tiếng Nhật: Niitakayama nobore 1208), là mật lệnh cho biết chiến sự với Khối Đồng Minh sẽ bắt đầu vào ngày 8 tháng 12 (theo giờ Nhật Bản, tức ngày 7 tháng 12 tại Hawaii bên kia đường đổi ngày).

#### Chuyến tuần tra thứ nhất - Tấn công Trân Châu Cảng
Vào lúc diễn ra cuộc Tấn công Trân Châu Cảng vào ngày 7 tháng 12, I-25 cùng ba tàu ngầm khác tuần tra trên một tuyến cách 222 km (120 nmi; 138 mi) về phía Bắc Oahu. Vào ngày 9 tháng 12, tàu ngầm I-6 báo cáo phát hiện một tàu sân bay lớp Lexington cùng hai tàu tuần dương ngoài khơi Oahu đang đi về hướng Đông Bắc; vì vậy I-25 cùng các tàu ngầm khác được lệnh truy đuổi. Trên đường đi, nó bị máy bay tuần tra đối phương phát hiện và bắn phá và thả mìn sâu nên phải lặn khẩn cấp để né tránh. Nó không thể đuổi kịp mục tiêu.

#### Tuần tra dọc bờ Tây Hoa Kỳ
Vào ngày 14 tháng 12, I-25 cùng với Hải đội Tàu ngầm 1 được lệnh tham gia cùng các tàu ngầm I-10 và I-26, để tuần tra dọc theo vùng bờ Tây Hoa Kỳ nhằm đánh phá tàu bè đối phương, đồng thời chuẩn bị cho một đợt bắn phá các thành phố tại lục địa Hoa Kỳ. Sau khi đi đến khu vực tuần tra được chỉ định, vào ngày 18 tháng 12, ở vị trí cách 10 mi (16 km) về phía Tây cửa sông Colombia, I-25 phóng một quả ngư lôi tấn công tàu chở dầu L. P. St. Claire (8.066 tấn); I-25 tự nhận đã đánh chìm mục tiêu, nhưng chiếc tàu chở dầu không bị hư hại và đã chạy thoát.
Vào ngày 18 tháng 12, I-25 được lệnh di chuyển đến khu vực giữa San Francisco và Los Angeles để đón lỏng ba thiết giáp hạm Hoa Kỳ mà phía Nhật Bản tin rằng đang được điều động từ khu vực Đại Tây Dương. Tuy nhiên kế hoạch bắn phá các thành phố Hoa Kỳ dọc bờ Tây thoạt tiên bị trì hoãn, và sau cùng bị hủy bỏ vì các tàu ngầm đã cạn nhiên liệu và đối phương tăng cường tuần tra phòng thủ, Đến ngày 28 tháng 12, tại vị trí cách bờ biển 16 km (8,6 nmi; 9,9 mi), nó phóng một quả ngư lôi tấn công tàu chở dầu SS Connecticut (8.684 tấn), tin rằng đã đánh chìm mục tiêu, nhưng chiếc tàu chở dầu chỉ bị hư hại và tự mắc cạn tại cửa sông Colombia, sau đó Connecticut được cứu hộ và sửa chữa. I-25 kết thúc chuyến tuần tra và về đến Kwajalein vào ngày 11 tháng 1, 1942.

### 1942
Lực lượng Đặc nhiệm 8 Hoa Kỳ, vốn hình thành chung quanh tàu sân bay USS Enterprise và do Phó đô đốc William Halsey Jr. chỉ huy, đã tiến hành không kích xuống Kwajalein và Wotje vào ngày 1 tháng 2. Bom đã ném trúng và gây hư hại cho soái hạm Katori của Đệ Lục hạm đội, và khiến Phó đô đốc tư lệnh Shimizu Mitsumi bị thương. Vào lúc diễn ra cuộc không kích, I-25 đang neo đậu cạnh một tàu chở dầu và bị máy bay đối phương bắn phá bằng hỏa lực súng máy. Sau cuộc tấn công, chiếc tàu ngầm tham gia vào cuộc truy đuổi lực lượng đặc nhiệm đối phương nhưng bất thành.

#### Chuyến tuần tra thứ hai - Trinh sát Nam Thái Bình Dương
I-25 rời Kwajalein vào ngày 8 tháng 2, 1942 cho chuyến tuần tra thứ hai tại khu vực Nam Thái Bình Dương, với nhiệm vụ trinh sát các cảng Sydney, Melbourne và Hobart tại Australia cùng Wellington và Auckland của New Zealand. Đại tá Hải quân Oda Tamekayo, tư lệnh Đội tàu ngầm 4 cùng đi theo tàu, và nó mang theo chiếc thủy phi cơ Yokosuka E14Y1 cho hoạt động trinh sát trên không. Nó di chuyển trên mặt nước trong chín ngày trước khi chuyển sang lặn vào ban ngày và đi trên mặt nước vào ban đêm để nạp điện cho ắc-quy. Đến ngày 17 tháng 2, chiếc thủy phi cơ E14Y1 được cho phóng lên lúc 04 giờ 30 phút để trinh sát cảng Sydney, đếm được tổng cộng 23 tàu trong cảng bao gồm một "tàu chiến ba ống khói", hai tàu khu trục và năm tàu ngầm. Khi quay trở lại, chiếc thủy phi cơ đã không tìm thấy tàu ngầm mẹ, cho đến khi thủy thủ I-25 thả một phao tiêu khói đánh dấu. Sau khi thu hồi chiếc E14Y1 lúc 07 giờ 30 phút, chiếc tàu ngầm hướng xuống phía Nam với tốc độ 14 kn (26 km/h).
Đến ngày 26 tháng 2, tại vị trí 10 mi (16 km) về phía Bắc mũi Wickham thuộc đảo King, Tasmania, chiếc thủy phi cơ E14Y1 lại được cho phóng lên trước binh minh hai giờ để trinh sát vịnh Port Phillip thuộc khu vực Melbourne. Nó bay ngay bên trên căn cứ không quân Laverton, và lọt vào tầm ngắm một khẩu đội phòng không tại Williamstown nhưng các pháo thủ đã không nhận được lệnh nổ súng. Chiếc thủy phi phát hiện 19 tàu buôn, một tàu tuần dương hạng nặng và năm tàu tuần dương hạng nhẹ trong cảng trước khi quay trở lại cùng I-25. Chiếc tàu ngầm sau đó hướng đến bờ biển phía Tây Tasmania. Đến ngày 1 tháng 3, chiếc E14Y1 cất cánh tại vịnh Great Oyster và hướng xuống phía Nam để trinh sát cảng Hobart trên đảo Tasmania. Nó phát hiện năm chiếc tàu buôn, nhưng không có tàu chiến nào. Chiếc E14Y1 được thu hồi và I-25 lại đi trên mặt nước hướng sang New Zealand.
Đến 20 giờ 15 phút ngày 6 tháng 3, I-25 trông thấy một tàu buôn trên đường đi, nên đổi hướng để tránh bị phát hiện. Nó tiếp tục trông thấy một tàu buôn khác lúc 22 giờ 30 phút và tiếp tục chuyển hướng né tránh. Đến 04 giờ 00 ngày 7 tháng 3, nó đi đến cách bờ biển đảo Bắc New Zealand khoảng hơn 1 mi (1,6 km) và chuẩn bị phóng chiếc thủy phi cơ để trinh sát bên trên Wellington. Tuy nhiên sóng lớn khiến cánh máy bay bị hư hại và chuyến trinh sát trong ngày hôm đó phải hủy bỏ. Sang ngày hôm sau 8 tháng 3, trong eo biển Cook, I-25 trồi lên mặt nước lúc 03 giờ 00 ở vị trí cách hải đăng Wellington 5 mi (8,0 km). Sau khi mất một giờ để lắp ráp máy bay, chiếc E14Y1 đã trinh sát thành công bên trên Wellington trước khi quay trở lại tàu. Đến ngày 13 tháng 3, máy bay của I-25 đã tiến hành trinh sát cảng Auckland trước khi con tàu hướng khu vực quần đảo Fiji.
Trước bình minh ngày 19 tháng 3, thủy phi cơ của I-25 trinh sát bên trên Suva thuộc quần đảo Fiji, phát hiện một tàu tuần dương Anh, bốn tàu buôn cùng một số tàu nhỏ. Trên đường đi vào ngày 22 tháng 3, nó bắt gặp một tàu tuần dương hạng nặng và tìm cách tiếp cận, nhưng không thể đuổi kịp đối phương. I-25 đi đến ngoài khơi Pago Pago, Samoa thuộc Mỹ vào ngày hôm sau 23 tháng 3, nhưng biển động mạnh khiến nó không thể phóng chiếc thủy phi cơ. Trinh sát qua kính tiềm vọng, nó không phát hiện tàu chiến hay căn cứ quân sự nào trên đảo. Nó kết thúc chuyến tuần tra tại căn cứ Truk thuộc quần đảo Caroline vào ngày 30 tháng 3. Nó tiếp tục lên đường vào ngày hôm sau để quay trở về Nhật Bản, đi đến Yokosuka vào ngày 4 tháng 4, nơi nó được đại tu. I-25 là một trong những tàu ngầm Nhật Bản đầu tiên được trang bị đèn huỳnh quang.

#### Chuyến tuần tra thứ ba - Chiến dịch quần đảo Aleut
I-25 cùng với tàu ngầm I-26 khởi hành từ Yokosuka vào ngày 11 tháng 5 cho chuyến tuần tra thứ ba tại khu vực quần đảo Aleut và dọc bờ biển Oregon, Hoa Kỳ. Nó có nhiệm vụ trinh sát khu vực này nhằm chuẩn bị cho Chiến dịch quần đảo Aleut, một hoạt động nhằm phân tán lực lượng đối phương trong khi diễn ra Trận Midway. Trên đường đi vào ngày 20 tháng 5, nó được điều động vào Lực lượng phương Bắc. Đến bình minh ngày 26 tháng 5, I-25 chuẩn bị chiếc E14Y1 nhằm trinh sát Dutch Harbor trên đảo Amaknak tại quần đảo Aleut, tuy nhiên thời tiết thay đổi và biển động khiến chiếc thủy phi cơ không thể cất cánh.
Trước lúc bình minh ngày hôm sau 27 tháng 5, trong khi I-25 chuẩn bị phóng chiếc thủy phi cơ khi trinh sát viên phát hiện một tàu tuần dương Hoa Kỳ đang tiếp cận. Chiếc E14Y1 không thể cất cánh do trục trặc kỹ thuật, và I-25 không thể lặn khi chiếc thủy phi cơ đang ở trên sàn tàu, nên nó chuẩn bị cho cuộc đối đầu trên mặt nước; tuy nhiên tàu đối phương băng qua ở khoảng cách chỉ hơn 1 mi (1,6 km) mà không phát hiện ra I-25. Trong chuyến bay trinh sát sau đó, thủy phi cơ cùa I-25 đếm được ba tàu tuần dương, tám tàu khu trục và sáu tàu vận tải ngoài khơi Dutch Harbor. Sau khi I-25 đã thu hồi chiếc E14Y1 và lặn xuống, hai tàu khu trục đối phương xuất hiện, nhưng họ vẫn không phát hiện ra chiếc tàu ngầm. I-25 bắt đầu đi xuống phía Đông Nam hướng đến khu vực Seattle, Washington.
I-25 đi đến ngoài khơi Seattle vào ngày 2 tháng 6. Đến ngày 5 tháng 6, nó phóng hai quả ngư lôi tấn công một tàu vận tải khoảng 12.000 tấn nhưng không trúng đích. Nó đi đến khu vực bờ biển Oregon vào ngày 14 tháng 6, rồi đến ngày 18 tháng 6, Chuẩn đô đốc Yamazaki Shigeaki Tư lệnh Hải đội Tàu ngầm 1, chỉ thị cho I-25 cùng với I-26 bắn phá các mục tiêu quân sự dọc bờ Tây Hoa Kỳ. Ở vị trí ngoài khơi mũi Flattery, Washington vào ngày 20 tháng 6, nó phóng ngư lôi tấn công tàu buôn Canada SS Fort Camosun (7.126 tấn) tại tọa độ 47°22′B 125°30′T / 47,367°B 125,5°T, nhưng chiếc tàu buôn chỉ bị hư hại bởi một quả ngư lôi trúng đích. Các tàu corvette Canada HMCS Quesnel và HMCS Edmundston đã đi đến cứu giúp thủy thủ trên các xuồng cứu sinh, còn Fort Camosun được kéo đến Puget Sound để sửa chữa.
Lúc chiều tối ngày hôm sau 21 tháng 6, ở vị trí cửa sông Columbia về phía Bắc Oregon, I-25 trồi lên mặt nước cách bờ biển khoảng 11.000 yd (10 km) và bắn 17 phát đạn pháo 14-cm với ý định tấn công căn cứ tàu ngầm tại Astoria, nhưng không gây hư hại gì đáng kể. Sau đó nó rút lui về hướng eo biển Unimak, đi đến phía Nam Dutch Harbor vào ngày 27 tháng 6. I-25 được điều sang Lực lượng Tiền phương vào ngày 30 tháng 6, và bắt đầu rời khu vực tuần tra. Nó về đến Yokosuka vào ngày 17 tháng 7. Đến ngày 10 tháng 8, Đội tàu ngầm 4 được giải thể, và I-25 được điều sang Đội tàu ngầm 2.

#### Chuyến tuần tra thứ tư - Ném bom Oregon
Bộ Tổng tham mưu Hải quân Nhật Bản dự định một kế hoạch ném bom gây cháy rừng tại khu vực Tây Bắc Hoa Kỳ tiếp giáp bờ biển Thái Bình Dương. Do thành tích hoạt động trong các chuyến bay tuần tra trinh sát của I-25, Chuẩn úy Nubuo Fujita, phi công lái chiếc Yokosaka E14Y1 của I-25 cùng với chính chiếc tàu ngầm được chọn để thực hiện kế hoạch này. Vào ngày 15 tháng 8, I-25 được phối thuộc trực tiếp cùng Đệ Lục hạm đội, và khởi hành từ Yokosuka cho chuyến tuần tra thứ tư. Đến ngày 7 tháng 9, nó đi đến ngoài khơi Port Orford, nhưng gặp phải thời tiết xấu và biển động mạnh, nên kế hoạch ném bom được trì hoãn hai ngày.
Tháng 9 là thời điểm có nguy cơ cháy rừng cao tại khu vực Oregon, nhưng riêng vào chiều tối ngày 8 tháng 9 khu vực Brookings, Oregon nhận được một cơn mưa lớn lên đến 46/100 inch (12 mm). Sang ngày hôm sau 9 tháng 9, từ vị trí 25 mi (40 km) ngoài khơi Oregon, thời tiết thuận lợi cho phép chiếc E14Y1 cất cánh lúc 05 giờ 35 phút và thả hai quả bom cháy 76 kg (168 lb) xuống núi Emily gần Brookings. Sự kiện này trở thành vụ ném bom duy nhất của phe Trục xuống chính quốc Hoa Kỳ trong Thế Chiến II, và là vụ ném bom thứ hai xuống lục địa Hoa Kỳ sau vụ ném bom Dutch Harbor tại Unalaska, Alaska. Sau khi thu hồi chiếc thủy phi cơ, I-25 rút lui theo hướng Tây Bắc. Ít nhất một quả bom đã gây ra một đám cháy rừng, nhưng do bối cảnh gió nhẹ, thời tiết ẩm ướt, và hai nhân sự Kiểm lâm Hoa Kỳ đã kịp thời đi đến hiện trường và khống chế được vụ hỏa hoạn.
Sang ngày 10 tháng 9, một máy bay tuần tra Lockheed A-29 Hudson thuộc Không đoàn 42 Ném bom Không lực Lục quân Hoa Kỳ xuất phát từ Tacoma, Washington đã phát hiện I-25 đang đi trên mặt nước tại tọa độ 42°22′B 125°12′T / 42,367°B 125,2°T. I-25 lặn khẩn cấp để né tránh, và xuống đến độ sâu 230 ft (70 m) khi chiếc Hudson tấn công với ba quả bom 300 lb (140 kg) có kíp nổ trì hoãn, một quả nổ cách tàu 80 ft (24 m) và các quả kia cách 100 ft (30 m), gây hư hại nhẹ khi làm hỏng ăn-ten liên lạc và rò rỉ trong phòng vô tuyến. Chiếc Hudson còn tiếp tục ném thêm bảy quả mìn khác tấn công, nhưng không gây thêm hư hại nào khác.
Đến ngày 29 tháng 9, I-25 cố gắng gây ra một vụ cháy rừng khác tại khu vực Oregon, nên trồi lên mặt nước sau nữa đêm ở vị trí khoảng 25 mi (40 km) về phía Tây mũi Blanco, và cho phóng chiếc thủy phi cơ E14Y1 để thực hiện lại cuộc ném bom. Hai quả bom cháy lại được ném xuống khu vực cách 7 mi (11 km) về phía Đông Port Orford, nhưng không có dấu hiệu của bất kỳ đám cháy rừng nào xảy ra. Trong những ngày tiếp theo, thời tiết không thuận lợi, biển động và sương mù nên I-25 không thể thực hiện thêm cuộc ném bom nào khác.
Lúc 04 giờ 15 phút ngày 4 tháng 10, ở vị trí ngoài khơi Coos Bay, Oregon, I-25 phóng hai quả ngư lôi tấn công tàu chở dầu Camden (6.600 tấn) đang vận chuyển 76.000 bbl (12.100 m3) xăng từ San Pedro, California đến Puget Sound. Camden đang dừng giữa biển do bị hỏng động cơ, và một quả ngư lôi trúng đích đã khiến nó ngập nước và bốc cháy tại tọa độ 43°43′B 124°54′T / 43,717°B 124,9°T. Chiếc tàu chở dầu bị hư hại được kéo đến cửa sông Columbia, chờ đợi để được kéo về Puget Sound để sửa chữa, nhưng một vụ hỏa hoạn không rõ nguyên nhân đã phá hủy Camden vào ngày 10 tháng 10.
Ở vị trí ngoài khơi mũi Sebastian vào chiều tối ngày 5 tháng 10, I-25 đang đi ngầm dưới nước khi nó phóng hai quả ngư lôi tấn công một tàu chở dầu nhưng bị trượt. Nó trồi lên mặt nước để tiếp tục đuổi theo mục tiêu cho đến 22 giờ 06 phút, khi nó bắt gặp trở lại. Một quả ngư lôi đã đánh trúng mạn trái chiếc SS Larry Doheny (7.038 tấn), đang vận chuyển 66.000 bbl (10.500 m3) dầu mỏ từ Long Beach, California đến Portland, Oregon. Chiếc tàu chở dầu bị thủng một lổ 14 ft (4,3 m) rồi nổ tung và bốc cháy trước khi đắm tại tọa độ 42°20′B 125°02′T / 42,333°B 125,033°T, khiến hai thủy thủ cùng bốn pháo thủ thiệt mạng. 40 người sống sót được chiếc USS Anacapa cứu vớt và đưa về Port Orford, Oregon. I-25 tiếp tục hướng lên phía Bắc với tốc độ 18 kn (33 km/h), rồi rời vùng biển Oregon vào ngày 10 tháng 10 để quay trở về Nhật Bản.
Trên đường đi vào ngày 11 tháng 10, I-25 phát hiện hai tàu ngầm tại vị trí khoảng 800 mi (1.300 km) ngoài khơi bờ biển Washington và đang hướng đến San Francisco. I-25 lặn xuống lúc 11 giờ 00 và phóng quả ngư lôi cuối cùng nó mang theo, đánh chìm một chiếc mà I-25 nhận định là một tàu ngầm Hoa Kỳ, tại tọa độ 45°41′B 138°56′Đ / 45,683°B 138,933°Đ. Thực ra con tàu bị đánh chìm là chiếc tàu ngầm Liên Xô L-16, vốn đang cùng tàu ngầm chị em L-15 trong hành trình từ Vladivostok đến vùng kênh đào Panama ngang qua Unalaska, Alaska và San Francisco. Trong số toàn bộ 56 trên tàu thiệt mạng có thủy thủ Hoa Kỳ Sergey A. V. Mikhailoff, lên tàu tại Dutch Harbor để phục vụ như sĩ quan liên lạc và phiên dịch. Bộ chỉ huy Tiền phương biển phía Tây Hoa Kỳ phủ nhận việc mất bất kỳ tàu ngầm nào, và giữ kín việc chiếc tàu ngầm Liên Xô bị mất, vì vào lúc đó Liên Xô vẫn ở vị thế trung lập trong cuộc xung đột giữa Nhật Bản và Hoa Kỳ. I-25 về đến Yokosuka vào ngày 24 tháng 10, nơi con tàu được đại tu.

#### Chiến dịch New Guinea
Vào ngày 1 tháng 12, I-25 cùng với các chiếc I-32, I-168, I-169 và I-171 được điều động trực thuộc Bộ chỉ huy Đệ Lục hạm đội. Nó rời Yokosuka để đi sang vùng biển Tây Nam Thái Bình Dương, rồi khởi hành từ căn cứ Truk vào ngày 9 tháng 12 để đi sang quần đảo Shortland, đến nơi ba ngày sau đó. Chiếc tàu ngầm lên đường ngay ngày hôm sau 13 tháng 12 cho một chuyến đi tiếp liệu sang Guadalcanal, nhưng chuyến đi bị hủy bỏ và nó đi đến căn cứ Rabaul trên đảo New Britain vào ngày hôm sau.
I-25 khởi hành từ Rabaul vào ngày 17 tháng 12 cho một chuyến đi tiếp liệu cho lực lượng Nhật Bản trú đóng tại Buna, New Guinea. Nó đi đến khu vực cửa sông Mambare vào ngày 20 tháng 12 và cho chất dỡ 11 tấn hàng tiếp liệu, tuy nhiên công việc phải hủy bỏ nữa chừng do sự xuất hiện của hai xuồng tuần tra-phóng lôi PT-boat Hoa Kỳ. Nó trở về Rabaul vào ngày 23 tháng 12 rồi lại khởi hành từ đây vào ngày 25 tháng 12 cho chuyến đi tiếp liệu thứ hai sang Buna. Tại khu vực cửa sông Mambare vào ngày 27 tháng 12, I-25 không thể bắt liên lạc với lực lượng trú đóng trên bờ, rồi buộc phải rút lui sau khi nhiều chiếc PT-boat đối phương xuất hiện. Chiếc tàu ngầm tìm cách liên lạc với lực lượng trên bờ tại Buna vào ngày hôm sau để chuyển giao tiếp liệu nhưng vẫn không thành công. Nó quay trở về Rabaul vào ngày 31 tháng 12.

### 1943
I-25 khởi hành từ Rabaul vào ngày 5 tháng 1, 1943 cho chuyến đi tiếp liệu thứ ba sang Buna. Nó chuyển giao được 25 tấn hàng tiếp liệu vào ngày 7 tháng 1, và giúp di tản 70 thương binh và bệnh binh. Trên đường quay trở về ngoài khơi Lae, New Guinea vào ngày 8 tháng 1, nó chuyển hướng để cứu vớt những người sống sót từ chiếc Nichiryu Maru vốn bị một thủy phi cơ PBY Catalina thuộc Liên đội 11 Không quân Hoàng gia Australia đánh chìm. I-25 vớt được 117 binh lính thuộc Sư đoàn 51, rồi tiếp tục hành trình quay về Rabaul.
Khi gần đến nơi ngoài khơi vịnh Adler, New Britain vào ngày 9 tháng 1, lúc 14 giờ 06 phút, tàu ngầm Hoa Kỳ USS Grampus phát hiện I-25 đang di chuyển trên mặt nước cách bờ biển 3 mi (4,8 km) ở khoảng cách 7.000 yd (6,4 km). Grampus tiếp cận ngầm dưới nước và phóng một loạt ba quả ngư lôi tấn công I-25 lúc 14 giờ 21 phút từ khoảng cách 3.100 yd (2,8 km). I-25 phát hiện các quả ngư lôi khi còn cách 660 yd (600 m) nên bẻ lái gấp sang mạn phải né tránh, một quả ngư lôi đánh trúng I-25 bên mạn phải phía giữa tàu nhưng không kích nổ. I-25 về đến Rabaul an toàn vài giờ sau đó.
Đến ngày 11 tháng 1, I-25 khởi hành từ Rabaul cho chuyến đi tiếp liệu thứ tư sang Buna. Nó đi đến khu vực cửa sông Mambare vào ngày 13 tháng 1, chất dỡ hàng tiếp liệu, rồi đón lên tàu 37 thương binh và bệnh binh trước khi lên đường quay trở về.

#### Chuyến tuần tra thứ năm
Tại Truk vào ngày 17 tháng 1, I-25 được điều động sang Nhóm tàu ngầm "A", rồi khởi hành từ đây vào ngày 23 tháng 1 cho chuyến tuần tra thứ tư tại vùng biển Đông Nam Guadalcanal, mang theo một thủy phi cơ Yokosaka E14Y1. Trong khuôn khổ Trận chiến đảo Rennell diễn ra từ ngày 29 tháng 1, Phó đô đốc Teruhisa Komatsu, Tư lệnh Đệ Lục hạm đội, chỉ thị cho các tàu ngầm I-17, I-25, I-26 và I-176 tham gia tấn công lực lượng đặc nhiệm đối phương, nhưng một cơn mưa giông đã ngăn trở I-25 tiếp cận mục tiêu. Sang ngày hôm sau 30 tháng 1, bốn chiếc tàu ngầm được lệnh tấn công tàu tuần dương hạng nặng USS Chicago vốn đã bị hư hại do trúng hai quả ngư lôi và đang được kéo rút lui. Tuy nhiên đợt không kích tiếp theo đã đánh trúng Chicago thêm bốn quả ngư lôi, khiến chiếc tàu tuần dương đắm tại tọa độ 11°25′N 160°56′Đ / 11,417°N 160,933°Đ.
Trong khi Hải quân Nhật Bản tiến hành Chiến dịch Ke nhằm triệt thoái lực lượng Nhật Bản còn lại khoảng 11.700 người khỏi Guadalcanal từ ngày 31 tháng 1, I-25 cùng với I-11 và I-32 tuần tra tại vùng biển Đông Nam Guadalcanal. Vào ngày 7 tháng 2, đô đốc Komatsu ra lệnh cho I-21 và I-25 tiến hành trinh sát căn cứ Hoa Kỳ tại Espiritu Santo. Đến chiều tối ngày 16 tháng 2, I-25 cho phóng thủy phi cơ của nó, và đã trinh sát bên trên Espiritu Santo lúc khoảng 00 giờ 15 phút ngày 17 tháng 2. I-25 quay trở về căn cứ Truk vào ngày 24 tháng 2. Tại đây nó được điều động sang Nhóm tàu ngầm "B" vào ngày 15 tháng 3.

#### Chuyến tuần tra thứ sáu
Vào ngày 29 tháng 3, I-25 khởi hành từ Truk cho chuyến tuần tra thứ sáu. Đến ngày 18 tháng 5, I-25 phóng ngư lôi và sau đó nả hải pháo đánh chìm tàu chở dầu SS H.M. Storey (10.763 tấn) đang vận chuyển dầu mazut từ Nouméa, New Caledonia đến San Pedro, California. H.M. Storey đắm tại tọa độ 17°30′N 173°02′Đ / 17,5°N 173,033°Đ và hai thủy thủ đã thiệt mạng. 63 người sống sót được tàu khu trục USS Fletcher cứu vớt và đưa đến Port Vila tại Efate, Vanuatu. Sau khi quay trở về Truk vào ngày 2 tháng 6, I-25 được điều động trở lại Hải đội Tàu ngầm 1.

#### Chuyến tuần tra thứ bảy - Bị mất
Vào ngày 25 tháng 7, dưới quyền chỉ huy của hạm trưởng mới, Trung tá Hải quân Obika Masaru, và sự hiện diện của Đại tá Hải quân Miyazaki Takeji, Tư lệnh Đội tàu ngầm 2, I-25 khởi hành từ Truk cho chuyến tuần tra thứ bảy nhằm trinh sát trên không khu vực Espiritu Santo. Đến ngày 23 tháng 8, tại khu vực New Hebrides, nó cho phóng thủy phi cơ để trinh sát Espiritu Santo; phi công đã báo cáo sự hiện diện của ba "thiết giáp hạm" và nhiều tàu chiến nhỏ. Sang ngày hôm sau 24 tháng 8, I-25 báo cáo kết quả trinh sát về căn cứ, và sau đó mất tích.
Vào ngày 25 tháng 8, đang khi hộ tống một đoàn tàu vận tải đi từ New Hebrides sang khu vực quần đảo Solomon, tàu khu trục USS Patterson bắt gặp trên màn hình radar một tàu ngầm đang di chuyển trên mặt nước. Patterson tiếp cận đến khoảng cách 4.000 yd (3.700 m) khi mục tiêu lặn xuống ẩn nấp. Chiếc tàu khu trục dò được tín hiệu sonar của đối thủ và đã thả nhiều lượt mìn sâu tấn công, có thể đã đánh chìm I-25 tại tọa độ 13°10′N 165°27′Đ / 13,167°N 165,45°Đ. Do không thể định danh chính xác mục tiêu bị đánh chìm, và cùng trong giai đoạn từ cuối tháng 8 đến giữa tháng 9, các tàu khu trục USS Ellet, USS Wadsworth và USS Saufley cũng tiến hành những hoạt động chống tàu ngầm trong phạm vi 150 nmi (280 km) về phía Đông Bắc Espiritu Santo, tàu chiến Hoa Kỳ nào đã đánh chìm I-25 vẫn là một bí ẩn.
Đến ngày 24 tháng 10, 1943, Hải quân Nhật Bản công bố I-25 có thể đã bị mất tại khu vực Fiji với tổn thất toàn bộ 100 người trên tàu, bao gồm Đại tá Hải quân Miyazaki Takeji, Tư lệnh Đội tàu ngầm 2. Tên nó được cho rút khỏi đăng bạ hải quân vào ngày 1 tháng 12, 1943.